# João Leite
João Leite da Silva Neto, detto João Leite (Belo Horizonte, 13 ottobre 1955), è un politico ed ex calciatore brasiliano, di ruolo portiere.

## Biografia
Figlio dell'agente di polizia Waldemar Leite e di sua moglie Geralda, fu proprio il padre ad incoraggiarlo a giocare a calcio; si avvicinò poi alla fede cattolica, tanto da essere soprannominato Arqueiro de Deus (Portiere di Dio). La conversione avvenne in seguito ad una frattura ad un dito, e durante la sua carriera divenne noto per distribuire copie della Bibbia ai suoi avversari diventando un precursore del movimento degli Atleti di Cristo. Una volta terminata l'attività agonistica entrò in politica, divenendo aldermanno di Belo Horizonte e segretario municipale dello sport nei bienni 1993-1994 e 2003-2004 per il Partito della Social Democrazia Brasiliana e si laureò in storia.

## Caratteristiche tecniche
Giocava come portiere. Le sue caratteristiche principali erano la tranquillità nel gioco aereo e l'affinato senso della posizione.

## Carriera

### Club
Primatista di presenze con la maglia dell'Atlético Mineiro, con 684 presenze (453 reti subite), divenne titolare nel 1977 in seguito all'infortunio di Miguel Ángel Ortiz; l'allora allenatore Barbatana lo scelse come sostituto e da allora diventò uno dei più grandi idoli della tifoseria atleticana, anche in seguito ai rigori parati a Getúlio durante la finale del III Copa Brasil.
Lasciò il club nel 1987 per giocare solo due partite al Vitória di Guimarães, tornando molto presto nello Stato di Minas Gerais, prima all'América e successivamente di nuovo all'Atlético, dove si ritirò nel 1992.

### Nazionale
Ha giocato cinque partite per il Brasile, venendo incluso tra i convocati per la Copa América 1979.

## Palmarès

### Club

#### Competizioni nazionali
- Campionato Mineiro: 12

Atlético-MG: 1976, 1978, 1979, 1980, 1981, 1982, 1983, 1985, 1986, 1988, 1989, 1991

#### Competizioni internazionali
- Coppa CONMEBOL: 1

Atlético-MG: 1992